# 마에 히로유키
마에 히로유키(일본어: 前 寛之, 1995년 8월 1일~)는 일본의 축구 선수이다.

## 구단 경력
그는 2014년부터 J리그의 홋카이도 콘사돌레 삿포로, 미토 홀리호크, 아비스파 후쿠오카에서 뛰었다.